# Jonathan Winter
Jonathan Winter (ur. 29 lutego 1984 w New Haven) – amerykański wioślarz.

## Osiągnięcia
- Mistrzostwa Świata U-23 – Hazewinkel 2006 – czwórka podwójna wagi lekkiej – 2. miejsce[1].
- Mistrzostwa Świata – Poznań 2009 – czwórka podwójna wagi lekkiej – 6. miejsce[1].